# Motor Neptun Rostock
Die SG Motor Neptun Rostock ist ein deutscher Sportverein aus der Hansestadt Rostock. Heimstätte des 400 Mitglieder starken Vereins ist die Sportanlage „Rote Erde“ in der Hans-Sachs-Allee. Erfolgreichste Sparte bei Motor Rostock war die Handballabteilung, welche mehrfach die DDR-Meisterschaft gewann.

## Handball
Erfolgreichste Sektion der Rostocker bildeten die Handballspieler. Bis zu ihrer Eingliederung in den SC Empor Rostock dominierte sie den Männer-Handballsport zunächst im Land Mecklenburg unter dem Vereinsnamen SG Rostock-West, später im DDR-Bezirk Rostock als BSG Motor Rostock. Nach der Vizemeisterschaft im Feldhandball der Ostzone 1948 spielten die Rostocker in dieser Sportart bis 1955 ununterbrochen um die Ostzonen- bzw. DDR-Meisterschaft. In ihrer letzten Feld-Saison wurde die BSG Motor nach einem 18:12-Endspielsieg über die SG Dynamo Halle DDR-Meister. Noch erfolgreicher waren die Handballer im Hallenhandball. Auch dort spielten sie von 1950 bis 1956 als Mecklenburger Landesmeister bzw. als Bezirksmeister stets um die Meisterschaft, die sie ab 1953 viermal hintereinander gewannen. Am 1. April 1956 wurden die Mannschaften der BSG Motor in den SC Empor Rostock eingegliedert.
Die SG Motor Neptun stellt eine Frauenmannschaft, die am regionalen Spielbetrieb teilnimmt.
Statistik:
- DDR-Handballmeister im Männer-Hallenhandball: 1953, 1954, 1955, 1956
- DDR-Handballmeister im Männer-Feldhandball: 1955

## Fußball
Bereits 1946/47 beteiligte sich die SG Rostock-West an der Fußballmeisterschaft in Mecklenburg. Bis zum Abstieg 1949 waren die Rostocker in der Landesklasse Mecklenburg vertreten, danach spielte man bis 1952 in der viertklassigen Bezirksklasse. Als zur Saison 1952/53 die Länder zugunsten der DDR-Bezirke abgeschafft wurden, wurde der in BSG Motor Rostock umbenannte Verein in die drittklassige Bezirksliga Rostock eingegliedert. Nachdem der anvisierte Aufstieg in die II. DDR-Liga an Vorwärts Rostock noch gescheitert war, gelang dies der Werft-BSG  im Jahr 1958 doch noch. Der dritthöchsten ostdeutschen Spielklasse gehörte Motor bis 1962 insgesamt drei Spielzeiten an. Der direkte Wiederaufstieg scheiterte an Motor Wolgast, mit der Ligareform wurde Motor Rostock bereits 1964 in die Bezirksklasse durchgereicht. In der Folgezeit pendelte die BSG ausnahmslos zwischen Dritt- und Viertklassigkeit, wobei in der Saison 1979/80 der Aufstieg in die DDR-Liga nur knapp verpasst wurde. 1988 zog sich Motor kurzzeitig aus dem Spielbetrieb zurück, kehrte aber noch im gleichen Jahr als BSG Motor Neptunwerft Rostock zurück. Der Bezirksliga gehörte die 1990 umbenannte SG Motor Neptun noch bis zu deren Auflösung an, konnte sich aber nicht für die neu geschaffene Verbandsliga Mecklenburg-Vorpommern qualifizieren. Eine Rückkehr in höhere Spielklassen gelang der Sportgemeinschaft nicht mehr.
Statistik:
- Teilnahme II. DDR-Liga: 1959, 1960, 1961/62
- Teilnahme FDGB-Pokal: 1956, 1960 (jeweils Niederlagen in der 1. HR gegen Lok Stendal und Empor Neustrelitz)

## Personen
- Paul-Friedrich Reder (Handball)
- Michael Mischinger (Fußball)